# Jean de Comines
Ne pas confondre avec le Seigneur de Comines Jean de La Clite aussi appelé Jean de Comines.
Jean de Comines (Jean de Cumenis), premier comte-évêque du Puy, est né vers 1230 à Comines Belgique ou France. Second fils du sire Baudouin de Comines et de son épouse Agnès d'Aigremont, il appartient à l'une des plus grandes familles nobles du comté de Flandre.
Nommé à l'évêché du Puy en avril 1296 par le pape Boniface VIII, il ne fait son entrée dans cette ville qu'un an plus tard, le 25 août 1297. C'est un personnage politique important, « spécialiste des moyens illégaux de défendre le pouvoir légal », faisant partie du Conseil du roi de France Philippe IV le Bel qu'il assiste dans l'affaire des Templiers.
Il cède au roi Philippe le Bel la moitié des droits de l'évêché sur la ville du Puy (paréage) et les droits féodaux que l'église du Puy possédait sur le comté de Bigorre (1307).
Il meurt près de Poitiers en 1308 et sera enseveli dans l'église du couvent des Cordeliers au Puy.